# Ядриха
Я́дриха — деревня в Котласском районе Архангельской области. Входит в состав Приводинского городского поселения.
Расположена в 10 км от районного центра города Котлас, в 13 км к северу от посёлка Приводино.

## Железная дорога

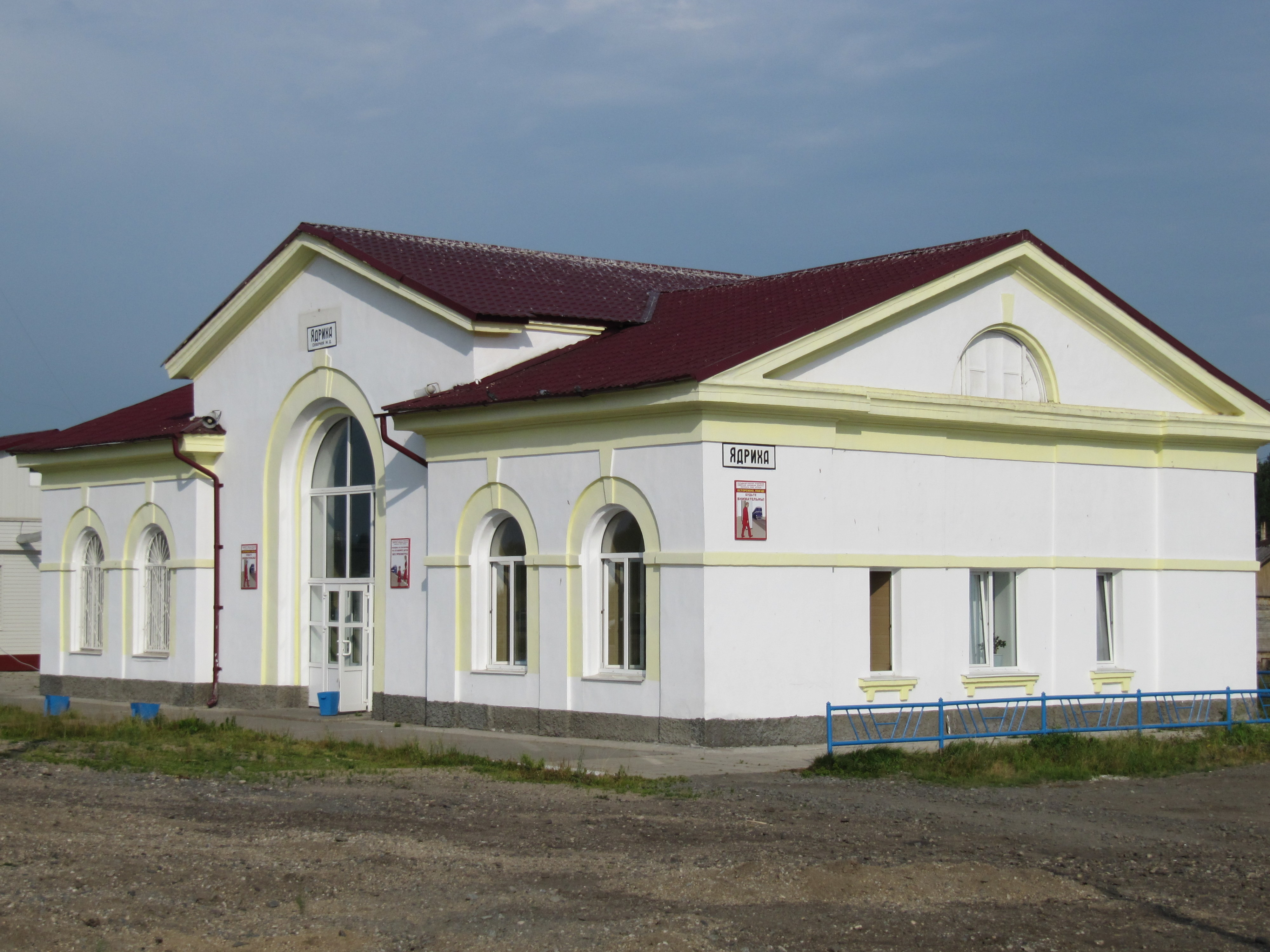
Железнодорожная станция Ядриха

В Ядрихе расположена одноимённая станция Северной железной дороги (участок Коноша — Котлас). На станции ежедневно останавливаются поезда до Вологды, Архангельска, Москвы, Санкт-Петербурга, Воркуты, Сыктывкара. Расстояние до Котласа по железной дороге около 15 км, время в пути с учётом стоянки на станции Котлас-Узловой — 50-60 мин.
От станции Ядриха начинается участок Ядриха — Красавино — Великий Устюг длиной 54,5 км. По этому участку осуществлялось пассажирское движение от Устюга до Котласа и прицепными вагонами до Вологды. По состоянию на конец 2009 года пассажирское сообщение на участке Ядриха — Великий Устюг не осуществляется.

## Автодороги
В Ядрихе кончается автодорога Усть-Вага—Ядриха. Через Ядриху проходит федеральная автодорога А123. В 2005 году был построен путепровод через железную дорогу, значительно упростивший движение автотранспорта через Ядриху. Из-за отсутствия железнодорожного сообщения с Великим Устюгом, многие туристы приезжают в Ядриху на поезде, а затем по автодороге едут в Великий Устюг на автобусах или такси.
2 октября 2001 года в Котласе был открыт автомобильный мост через Северную Двину. Поворот на мост по трассе А-123 расположен между Ядрихой и Шипицыно, расстояние от Ядрихи до Котласа — 10 км. До строительства моста попасть из Ядрихи в районный центр на автомобиле можно было только через переправу в Шипицыно.

## Население
| 2002 | 2010 | 2012 |
| ---- | ---- | ---- |
| 164  | ↗175 | ↗189 |